# Laódice II
Laódice II  (siglo III a. C.) en griego antiguo: Λαοδίκη, romanizado: Laodíkē, fue la esposa de Seleuco II Calinico. Según la afirmación explícita de Polibio, era hermana de Andrómaco. De su matrimonio con Seleuco II nacieron Seleuco III Sóter Cerauno y Antíoco III el Grande.